# Carrer de vianants

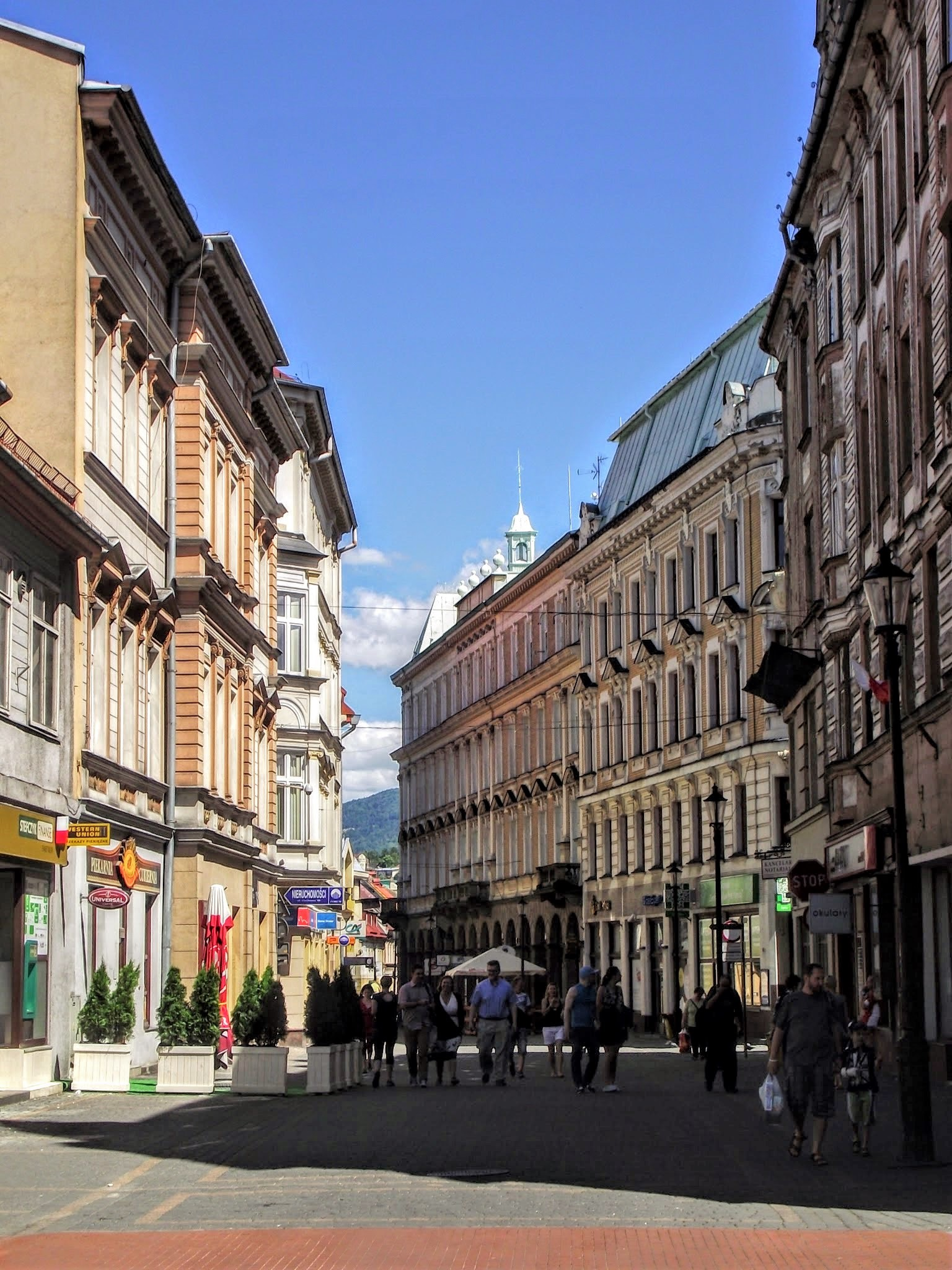
Carrer 11 de novembre a Bielsko-Biała.

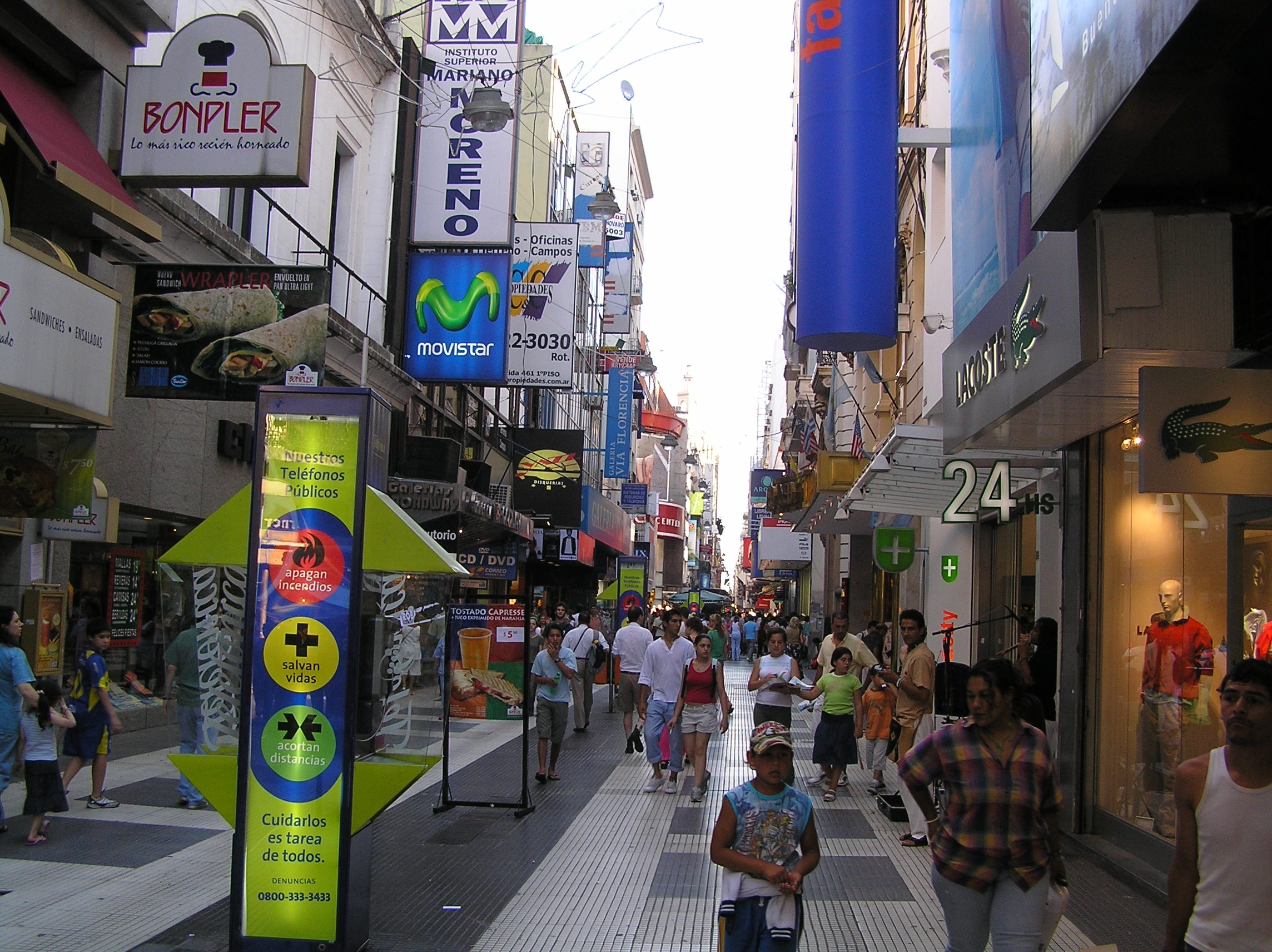
Carrer Florida, Buenos Aires.

Un  carrer de vianants és aquell espai urbà on el trànsit vehicular està prohibit, prevalent la circulació de vianants.
Es troba principalment en els grans centres urbans. Els carrers de vianants solen ser, sovint, les vies comercials i de serveis de les ciutats. Encara que el seu ús està reservat als vianants, sovint també s'hi permet circular a les bicicletes.

## Història
Es van adoptar en primer lloc per a facilitar el moviment dels vianants en els centres històrics de les ciutats, grans i petites. D'allà es van escampar a les zones comercials i llavors es van veure dos avantatges més en el fet que hi ha menys pol·lució de l'aire i el soroll ambiental és menor a causa de l'absència de trànsit.
És per això que en moltes ciutats del món han anat aplicant la política d'estendre aquestes zones on està prohibit el trànsit al conjunt de les zones de més gran densitat comercial, amb els objectius suara esmentats:
- Reduir la pol·lució de l'aire.[5]
- Reduir la pol·lució acústica.
- Facilitar el moviment de vianants.[6][7]